# Jemens provinser
Jemens provinser är första nivåns administrativa indelning i Jemen. Landet är indelat i 21 provinser eller guvernement (arabiska: محافظة, muhafaza) som i sin tur är indelade i mindre distrikt (مُدِيرِيَّة, mudiriyya).

## Lista över Jemens provinser

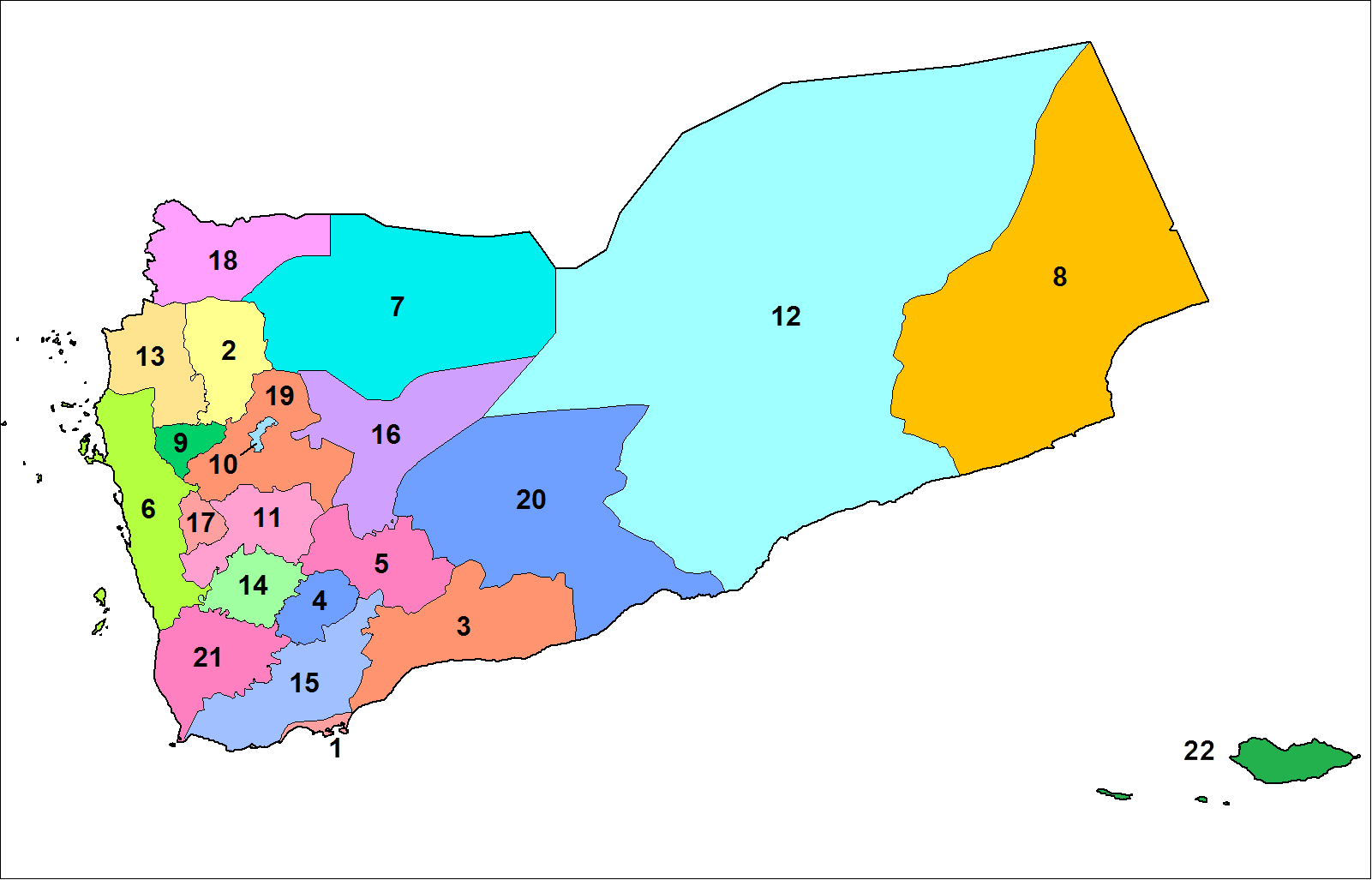
Jemens provinser

| Nummer | Namn               | Huvudstad  | Invånare (2004 års uppskattning) |
| ------ | ------------------ | ---------- | -------------------------------- |
| 1      | Aden               | Aden       | 589 419                          |
| 2      | Amran              | Amran      | 872 789                          |
| 3      | Abyan              | Zinjibar   | 433 819                          |
| 4      | ad-Dali            | ad-Dali    | 470 460                          |
| 5      | al-Bayda           | al-Bayda   | 571 778                          |
| 6      | al-Hudayda         | al-Hudayda | 2 161 379                        |
| 7      | al-Jawf            | al-Hazm    | 451 426                          |
| 8      | al-Mahra           | al-Ghayda  | 89 093                           |
| 9      | al-Mahwit          | al-Mahwit  | 495 865                          |
| 10     | Amanat al-Asima[a] | Sanaa      | 1 747 627                        |
| 11     | Dhamar             | Dhamar     | 1 339 229                        |
| 12     | Hadramawt          | al-Mukalla | 1 029 462                        |
| 13     | Hajja              | Hajja      | 1 480 897                        |
| 14     | Ibb                | Ibb        | 2 137 546                        |
| 15     | Lahij              | Lahij      | 727 203                          |
| 16     | Marib              | Marib      | 241 690                          |
| 17     | Rayma              | Rayma      | 395 076                          |
| 18     | Sada               | Sada       | 693 217                          |
| 19     | Sanaa              | Sanaa      | 918 379                          |
| 20     | Shabwa             | Ataq       | 466 889                          |
| 21     | Taizz              | Taizz      | 2 438 656                        |
| 22     | Sokotra            | Hadibu     | 44 120                           |